# جسیکا اشوود
جسیکا اشوود (انگلیسی: Jessica Ashwood؛ زادهٔ ۲۸ آوریل ۱۹۹۳) ورزشکار ورزش شنا اهل استرالیا است.
وی در مسابقات کشوری و بین‌المللی در مجموع برندهٔ ۲ مدال نقره و ۱ مدال برنز شده‌است.